# Coming on Strong
Coming on Strong è il primo album discografico in studio del gruppo musicale inglese Hot Chip, pubblicato nel maggio 2004 dalla Moshi Moshi Records. L'album è stato pubblicato nel novembre 2005 in Canada e negli Stati Uniti dalla Astralwerks con alcune bonus track.

## Tracce
Tutte le tracce sono state scritte da Alexis Taylor e Joe Goddard.
1. Take Care – 4:06
2. The Beach Party – 4:01
3. Keep Fallin' – 4:48
4. Playboy – 5:33
5. Crap Kraft Dinner – 6:34
6. Down with Prince – 3:17
7. Bad Luck – 4:03
8. You Ride, We Ride, In My Ride – 5:03
9. Shining Escalade – 5:12
10. Baby Said – 4:56
11. One One One – 3:34

Bonus track USA e Canada
1. A-B-C – 4:34
2. Hittin Skittles – 4:31
3. From Drummer to Driver – 4:24

## Formazione
Gruppo
- Alexis Taylor - voce, sintetizzatore, chitarra, percussioni, piano
- Joe Gaddard - voce, sintetizzatore, percussioni
- Owen Clarke - chitarra, basso, rumori
- Al Doyle - chitarra, sintetizzatore, percussioni
- Felix Martin - drum machine, rumori

Collaboratori
- Scott Bennett - kalimba (10)
- Emma Smith - sax (5)